# Rutiderma gyre
Rutiderma gyre är en kräftdjursart som beskrevs av Louis S. Kornicker 1983. Rutiderma gyre ingår i släktet Rutiderma och familjen Rutidermatidae. Inga underarter finns listade i Catalogue of Life.